# ام‌وی ویکنبرگ
ام‌وی ویکنبرگ (به انگلیسی: MV Wickenburgh) یک کشتی بود که طول آن ۲۴۹ فوت ۲ اینچ (۷۵٫۹۵ متر) بود. این کشتی در سال ۱۹۳۸ ساخته شد.